# Podvalník

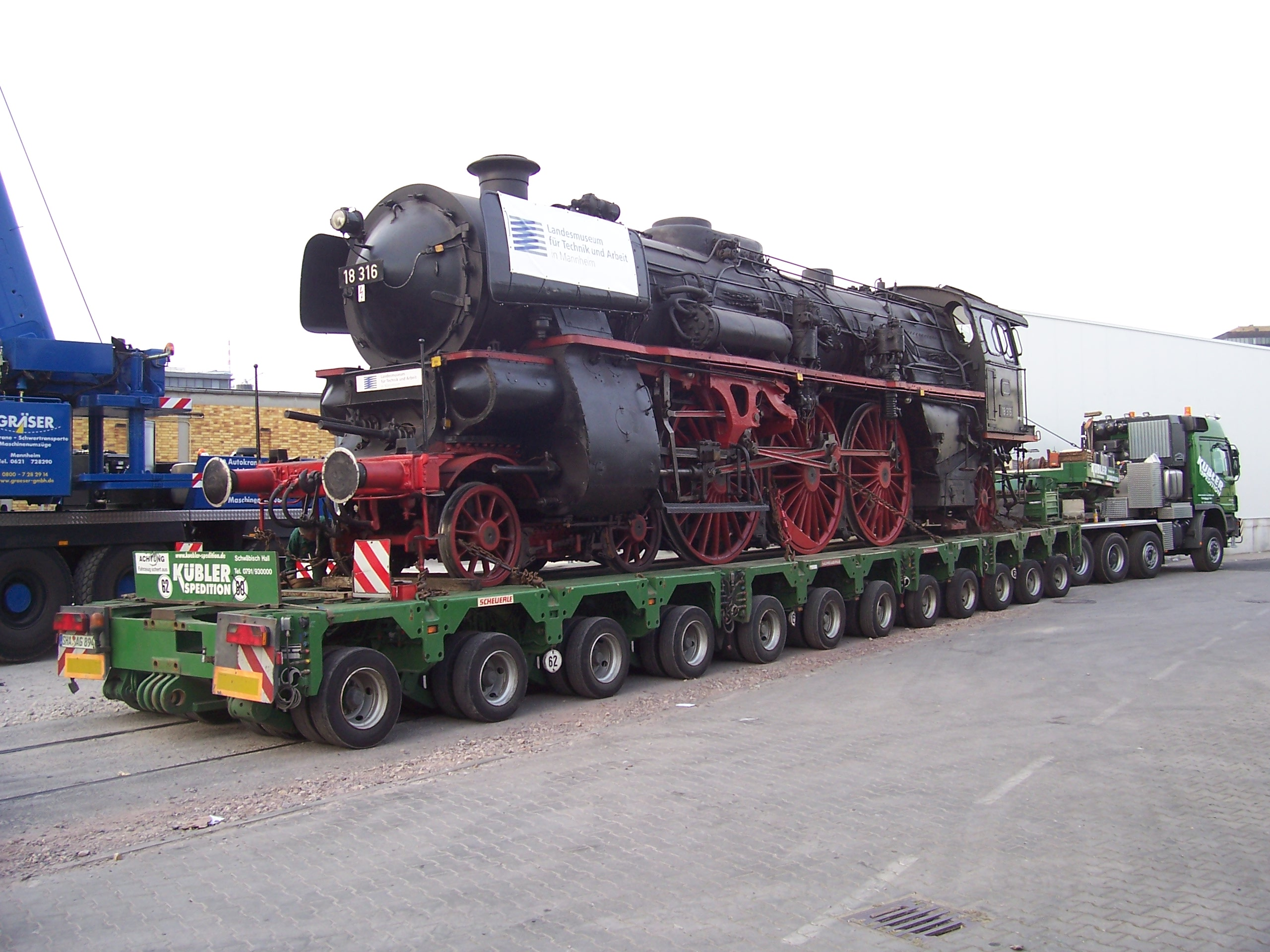
Podvalník s naloženou lokomotivou

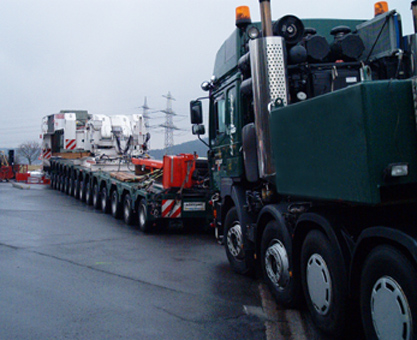
Transport transformátoru na podvalníku

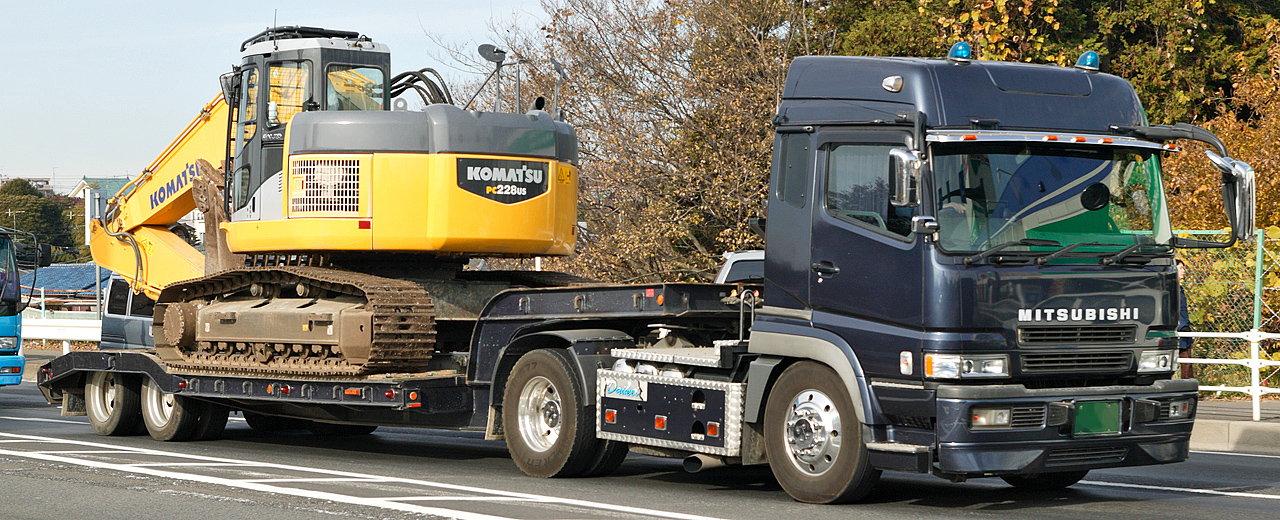
Bagr přepravovaný na podvalníku

Podvalník je nízkoložný přívěs nebo návěs určený pro přepravu nadměrných nákladů, stavebních strojů a konstrukčních či technologických celků. Podvalníky se obecně rozdělují na spediční a stavební. Stavební i spediční podvalníky se v přívěsovém i návěsovém provedení vyrábějí jak s pevnou délkou ložné plochy tak i roztažitelné - po odjištění se dá ložná plocha roztáhnout do délky.

## Spediční podvalník
Spediční podvalník je přívěs nebo návěs určený primárně pro přepravu konstrukčních či technologických celků (mostní konstrukce, betonové celky atd.).

## Stavební podvalník
Stavební podvalník je přívěs nebo návěs určený primárně pro přepravu stavebních strojů (bagry, dozery, dumpery atd.).
Je vybaven nájezdovými rampami vzadu nebo je v hlubinovém provedení, tzn. lože podvalníku je umístěno nízko nad zemí a umožňuje tak snadnější přepravu strojů s vyšší celkovou výškou, než klasický stavební podvalník. Podvalník v hlubinovém provedení v drtivé většině má odnímatelný labutí krk (to je přední část podvalníku ve tvaru "L", která jej spojuje s tahačem). Po odpojení zůstává labutí krk navěšen na točně tahače, přední část hlubinového lože podvalníku si "sedne" na zem a po sklopení předních nájezdových ramp lze na podvalník najet např. s rypadlem, dumperem nebo jinou technikou. Výhodou tohoto stylu nakládky do hlubinového lože je velmi nízká nájezdová výška s minimálním úhlem, proto lze na podvalník najet prakticky s čímkoli. Hlubinové podvalníky mohou být navíc ještě v zadní části opatřeny nakládacími rampami (nebývá to obvyklé), kdy přepravovaná technika může najet na podvalník i zezadu, aniž by bylo nutné odpojovat labutí krk, a s pomocí krátkých nájezdů před přední nápravou sjede a "usadí se" do hlubinového lože. Najíždění zezadu je omezeno podstatně vyšším nájezdovým úhlem.
Některé stroje, např. finišery vyžadují velmi nízký nájezdový úhel na podvalník, toto je řešeno právě buďto hlubinovým ložem podvalníku (nájezd zepředu při odpojeném labutím krku) nebo delšími 2dílnými nájezdovými rampami na klasickém podvalníku vzadu, které svojí délkou poskytují potřebný nízký nájezdový úhel.

## Moduly
Jedná se o několikanápravové modulové podvozky, které se dají dle potřeby kombinovat skládáním za sebe i vedle sebe a dokáží tak stavebnicovým systémem vytvořit dostatečně dlouhou nebo širokou přepravní plochu pro pevný náklad o různých rozměrech. Používají se pro přepravu extrémně těžkých a extrémně rozměrných břemen.

## Speciální přepravníky
Pro přepravu atypických celků (rourové konstrukce, kotle, podstavce větrných elektráren atd.) se používají speciální podvalníky a podvozky určené pro daný charakter přepravovaného materiálu. I když v této kategorii přeprav už vlastně nehovoříme o podvalnících, ale spíše o speciálních přepravnících.
Mezi přední výrobce podvalníků pro přepravu nadrozměrných nákladů patří značky Goldhofer, Faymonville a Doll.

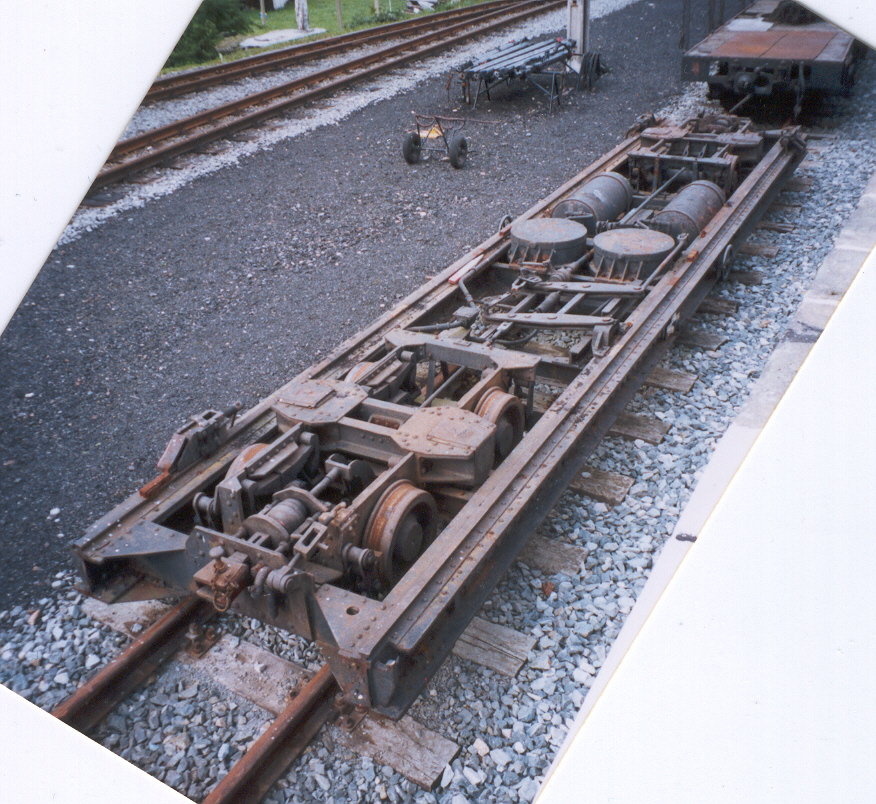
Podvalník úzkorozchodné železnice pro přepravu kolejových vozidel širšího rozchodu.

## Železniční podvalník
Železniční podvalník se používá k přepravě kolejových vozidel na jiném kolejovém vozidle. Konstrukčně jsou řešeny tak, aby kolejové vozidlo mohlo najet na podvalník přímo, tedy bez překládání zdvihacím zařízením. Užití kolejových podvalníků najde uplatnění např. při přepravě vagonů jednoho rozchodu na železnici jiného rozchodu.